# The Shadow on the Blind
The Shadow on the Blind è un cortometraggio muto del 1912

## Produzione
Il film fu prodotto dalla Edison Company.

## Distribuzione
Distribuito dalla General Film Company, il film - un cortometraggio in una bobina - uscì nelle sale cinematografiche degli Stati Uniti l'8 giugno 1912.